# Jakob Stutz
Jakob Stutz (Isikon en Hittnau, Cantón de Zúrich, 27 de noviembre de 1801 - Bettswil en Bäretswil, Cantón de Zúrich, 14 de mayo de 1877) fue un escritor y poeta popular suizo. Su obra es la primera fuente de la historia social y del folclore de las Tierras Altas de Zúrich.

## Vida
Stutz procedía de una familia rica. Su padre era agricultor y empresario textil. Tras la muerte de sus padres en 1813 y la pérdida de su fortuna, se vio obligado a ganarse la vida como pastor, peón agrícola y tejedor.
En 1827 consiguió un trabajo de profesor en la escuela de ciegos de Zúrich, que tuvo que abandonar en 1836, «ya que sus tendencias homosexuales le produjeron dificultades.» Posteriormente trabajó como profesor en una escuela privada en Schwellbrunn (Cantón de Appenzell Rodas Exteriores). Pero en 1841 volvió a ser juzgado y condenado por la misma razón a tres meses de cárcel y destierro del cantón. Finalmente se retiró a una ermita cerca de Sternenberg (Cantón de Zúrich).
En los 15 años siguientes Stutz se dedicó a la escritura. Su amplia obra da una amplia impresión de las condiciones de vida y el habla de la población rural de Zúrich en su época. Fue editor de una revista mensual (Ernste und heitere Bilder aus dem Leben unseres Volkes, «Cuadros serios y alegres de la vida de nuestro pueblo», 1850–52) y se implicó en la formación de las clases rurales fundando asociaciones de lectores y una biblioteca de préstamo. 
En 1856 Stutz fue condenado de nuevo en Pfäffikon (Cantón de Zúrich) por actos homosexuales a tres años de destierro. En consecuencia se dedicó a recorrer Suiza durante diez años, durante los que ganaba el sustento como jornalero y autor de alguna obra de teatro popular para compañías de actores aficionados. En 1867, su sobrina le dio alojamiento en Bettswil. Allí vivió en hasta su muerte en 1877.

## Obra (selección)
- Gemälde aus dem Volksleben, nach der Natur aufgenommen und getreu dargestellt in gereimten Gesprächen Zürcherischer Mundart. Seis tomos. Schulthess, Zürich 1831–53
- Briefe und Lieder aus dem Volksleben. St. Gallen 1839
- Vaterländische Schauspiele zur Feier von Volks- und Jugendfesten für Kinder und Erwachsene im Freien aufzuführen. Vom Verfasser der Volks-Gemälde. St. Gallen 1842
- Liese und Salome, die beiden Webermädchen. Eine Erzählung aus dem Volksleben. Meyer und Zeller, Zürich 1847
- Der arme Jakob und die reiche Anna oder „Was Gott zusammen gefügt hat, das soll der Mensch nicht scheiden“. Erzählung aus dem Volksleben. J.H. Locher, Zürich (hacia 1848)
- Sieben mal sieben Jahre aus meinem Leben. Als Beitrag zu näherer Kenntnis des Volkes. cinco tomos. Zwingli, Pfäffikon 1853–55
  - última edición: Huber, Frauenfeld 1983; 2ª ed. (ampliada con un prefacio) A. 2001
- Der verirrte Sohn oder Die Räuber auf dem Schwarzwald. Schauspiel in vier Aufzügen. Glarus 1861
- Wie Stiefkinder ihrer bösen Stiefmutter los werden. Nach einer wahren Begebenheit. Comedia en cuatro actos en dialecto de Zúrich. Glarus 1865